# Lawrence Knapp
Laurence "Larry" A. Knapp (Garden City, SAD, 30. svibnja 1905. – Washington, SAD, 8. studenog 1976.) je bivši američki hokejaš na travi. Po struci je bio odvjetnik.
Osvojio je brončano odličje na hokejaškom turniru na Olimpijskim igrama 1932. u Los Angelesu. Odigrao je dva susreta na mjestu napadača.
Na hokejaškom turniru na Olimpijskim igrama 1936. u Berlinu je odigrao tri susreta. SAD su izgubile sva tri susreta u skupini i nisu prošle u drugi krug. Odigrao je jedan susret na mjestu napadača. Te je godine igrao za Westchester Field Hockey Club.
Kao mladić je trenirao s kolegama u Ryeu u američkoj saveznoj državi New York. Na objema Olimpijskim igrama na kojima je sudjelovao su on i suigrači morali sami plaćati za opremu i put do Los Angelesa i Njemačke.

## Vanjske poveznice
- Profil na Sports-Reference.com  Arhivirana inačica izvorne stranice od 19. svibnja 2011. (Wayback Machine)